# UFC 153
UFC 153: Silva vs. Bonnar fue un evento de artes marciales mixtas celebrado por Ultimate Fighting Championship el 13 de octubre de 2012 en el HSBC Arena, en Río de Janeiro, Brasil.

## Historia
Vitor Belfort esperaba enfrentarse a Alan Belcher en el evento. Sin embargo, Belfort fue retirado de la tarjeta y acabó enfrentándose con el campeón semipesado Jon Jones el 22 de septiembre de 2012 en UFC 152. Belcher también se vio forzado a abandonar la tarjeta debido a una fractura en la espina.
Después de tener su primera pelea terminada en Sin resultado, la revancha entre Phil Davis y Wagner Prado fue brevemente enlazada a UFC on FX 5 y luego programada para este evento.
Quinton Jackson iba a enfrentarse a Glover Teixeira en la pelea coestelar de la noche. No obstante, Jackson se vio obligado a retirarse del combate citando una lesión, y fue sustituido por Fábio Maldonado. Al excampeón de peso semipesado Rashad Evans le fue ofrecida una disputa ante Teixeira, pero él la declinó debido al poco tiempo para prepararse.
Gerónimo dos Santos esperaba enfrentarse al exretador al título Gabriel Gonzaga en el evento. Sin embargo, dos Santos se retiró de la pelea después de que se le diagnosticara hepatitis B. Sin tiempo para encontrar un sustituto, Gonzaga fue retirado de la tarjeta.
Erik Koch esperaba retar al campeón de peso pluma José Aldo por el título en la pelea estelar, pero el 31 de agosto de 2012, Koch sufrió una lesión y se vio obligado a abandonar el combate. El excampeón de peso ligero Frankie Edgar acordó entonces enfrentar a Aldo por el título de la categoría pluma. No obstante, el 11 de septiembre, Aldo se retiró del evento por una lesión en el pie tras verse envuelto en un accidente de moto.
Al día siguiente, directivos oficiales de UFC anunciaron que el actual campeón de peso medio Anderson Silva y la ex estrella de The Ultimate Fighter Stephan Bonnar encabezarían la tarjeta principal. Silva fue un gran favorito yendo al combate, el cual se disputó a tres asaltos. Aunque todas la peleas estelares han sido de cinco asaltos excepto UFC 138, UFC 153 también fue la excepción debido al poco tiempo de preparación. El 4 de noviembre de 2012, se reveló que Bonnar y Herman habían dado positivo por sustancias prohibidas: el primero por esteroides y el último por marihuana.

## Premios extra
Cada peleador recibió un bono de $70,000.
- Pelea de la Noche: Jon Fitch vs. Erick Silva
- KO de la Noche: Rony Jason
- Sumisión de la Noche: Antônio Rodrigo Nogueira